# Australian Open 1975
Die 63. Australian Open 1975 waren ein Tennis-Rasenplatzturnier der Klasse Grand Slam (Tennis), das von der ILTF veranstaltet wurde. Es fand vom 21. Dezember 1974 bis zum 1. Januar 1975 in Melbourne, Australien statt.
Sieger im Einzel waren John Newcombe bei den Herren sowie Evonne Goolagong bei den Damen. Im Herrendoppel waren John Alexander und Phil Dent, im Damendoppel Evonne Goolagong und Peggy Michel erfolgreich.

## Herreneinzel

### Setzliste
| Nr. | Spieler        | Erreichte Runde |
| --- | -------------- | --------------- |
| 01. | Jimmy Connors  | Finale          |
| 02. | John Newcombe  | Sieg            |
| 03. | Tony Roche     | Halbfinale      |
| 04. | John Alexander | Viertelfinale   |

| Nr. | Spieler             | Erreichte Runde |
| --- | ------------------- | --------------- |
| 05. | Ross Case           | 1. Runde        |
| 06. | Alexander Metreweli | Viertelfinale   |
| 07. | Geoff Masters       | Viertelfinale   |
| 08. | Phil Dent           | 2. Runde        |

## Dameneinzel

### Setzliste
| Nr. | Spielerin        | Erreichte Runde |
| --- | ---------------- | --------------- |
| 01. | Margaret Court   | Viertelfinale   |
| 02. | Olga Morosowa    | Viertelfinale   |
| 03. | Evonne Goolagong | Sieg            |
| 04. | Kerry Melville   | 2. Runde        |

| Nr. | Spielerin           | Erreichte Runde |
| --- | ------------------- | --------------- |
| 05. | Helen Gourlay       | 2. Runde        |
| 06. | Kazuko Sawamatsu    | Viertelfinale   |
| 07. | Dianne Fromholtz    | Achtelfinale    |
| 08. | Martina Navrátilová | Finale          |

## Herrendoppel

### Setzliste
| Nr. | Paarung                  | Erreichte Runde |
| --- | ------------------------ | --------------- |
| 01. | John Newcombe Tony Roche | Halbfinale      |
| 02. | Ross Case Geoff Masters  | 1. Runde        |
| 03. | John Alexander Phil Dent | Sieg            |
| 04. | Colin Dibley Ray Ruffels | Viertelfinale   |

| Nr. | Paarung                    | Erreichte Runde |
| --- | -------------------------- | --------------- |
| 05. | Bob Carmichael Allan Stone | Finale          |
| 06. | John Andrews Sashi Menon   | Viertelfinale   |
| 07. | Syd Ball Kim Warwick       | Halbfinale      |
| 08. | Neale Fraser Bob Giltinan  | Achtelfinale    |

## Damendoppel

### Setzliste
| Nr. | Paarung                       | Erreichte Runde |
| --- | ----------------------------- | --------------- |
| 01. | Margaret Court Olga Morosowa  | Finale          |
| 02. | Evonne Goolagong Peggy Michel | Sieg            |
| 03. | Helen Gourlay Kerry Harris    | Halbfinale      |
| 04. | Lesley Bowrey Judy Dalton     | Halbfinale      |

| Nr. | Paarung                       | Erreichte Runde |
| --- | ----------------------------- | --------------- |
| 05. | Jenny Dimond Dianne Fromholtz | Viertelfinale   |
| 06. | Lesley Charles Sue Mappin     | Viertelfinale   |
| 07. | Sue Barker Glynis Coles       | Viertelfinale   |
| 08. | Laura duPont Wendy Turnbull   | Viertelfinale   |

## Mixed
Zwischen 1970 und 1986 wurden keine Mixed-Wettbewerbe bei den Australian Open ausgetragen.